# Возьники (Гнезненський повіт)
Возьники (пол. Woźniki) — село в Польщі, у гміні Лубово Гнезненського повіту Великопольського воєводства.
Населення — 275 осіб (2011).
У 1975-1998 роках село належало до Познанського воєводства.

## Демографія
Демографічна структура станом на 31 березня 2011 року:
|          | Загалом | Допрацездатний вік | Працездатний вік | Постпрацездатний вік |
| -------- | ------- | ------------------ | ---------------- | -------------------- |
| Чоловіки | 149     | 39                 | 100              | 10                   |
| Жінки    | 126     | 24                 | 72               | 30                   |
| Разом    | 275     | 63                 | 172              | 40                   |